# Hélène Tine
Pour les articles homonymes, voir Tine.
Hélène Tine, née Elène Marie Ndione, est une femme politique sénégalaise, députée à l'Assemblée nationale du Sénégal entre 2012 et 2017. Son parcours professionnel s'étend de la fonction publique universitaire à la consultation en développement social,.

## Biographie

### Formation et carrière professionnelle
Diplômée de l'université Cheikh-Anta-Diop de Dakar, Hélène Tine commence sa carrière professionnelle en 1980 comme fonctionnaire au sein de cette même université. Elle y travaille pendant dix ans, sous la présidence d'Abdou Diouf et le gouvernement de Habib Thiam.
En 1990, elle intègre la Coopération canadienne où elle exerce jusqu'en 2002. Durant cette période, elle travaille sur la gestion de projets communautaires et les questions d'égalité des genres.
À partir de 2002, elle s'établit comme consultante indépendante en développement social . Dans ce cadre, elle participe à plusieurs projets nationaux,:
- Les enquêtes nationales de surveillance combinée (ENSC) sur le VIH/SIDA, réalisées en 2006, 2010 et 2015.
- Le programme d'appui au développement économique de la Casamance (PADEC).
- Le programme d'aménagement et de développement des Niayes (PADEN)[8].

En 2023, déjà membre du caucus des femmes leaders du Sénégal depuis 2020,, elle devient conseillère technique du programme WPP (women´s political participation) qui est un programme financé par IDEA,.

## Parcours politique

### Débuts à l'AFP (1999-2012)
Hélène Tine s'engage en politique en rejoignant l'Alliance des Forces de Progrès (AFP) en 1999, dans le contexte de l'appel du 16 juin. Au sein de cette formation politique, elle prend progressivement des responsabilités:
- Porte-parole du parti[14],[15];
- Responsable régionale dans la région de Thiès;
- Membre du bureau politique.

### Mandat de députée (2012-2017)
En 2012, elle est élue députée à l'Assemblée nationale sur la liste indépendante du mouvement citoyen Bess Du Niak. Son mandat couvre la XIIe législature, sous la présidence de Macky Sall, avec successivement comme Premiers ministres Abdoul Mbaye, Aminata Touré, et Mahammed Boun Abdallah Dionne.
Durant son mandat parlementaire, elle siège dans plusieurs commissions :
- La Commission des lois, de la décentralisation, du travail et des droits humains;
- La Commission de la santé, de la population, des affaires sociales et de la solidarité nationale[8].

Elle préside également le Réseau parlementaire pour l'appui à la vaccination et de la bonne gouvernance des ressources minérales.

### Création du MSET et évolutions politiques (depuis 2014)
En 2014, Hélène Tine quitte le groupe parlementaire Benno Bokk Yakaar (BBY),. Elle fonde dans la foulée le Mouvement pour un Sénégal d'Éthique et de Travail (MSET),,.
Lors des élections locales de 2022, elle se présente comme candidate à la mairie de Thiès sous la bannière de la coalition Wallu Sénégal ,.
En janvier 2024, elle rallie la coalition Khalifa Président en vue de l'élection présidentielle sénégalaise de février 2024.

## Vie personnelle
Hélène Tine est de confession chrétienne. Elle est mariée et mère de 4 enfants dont Coura Carine Sène,.

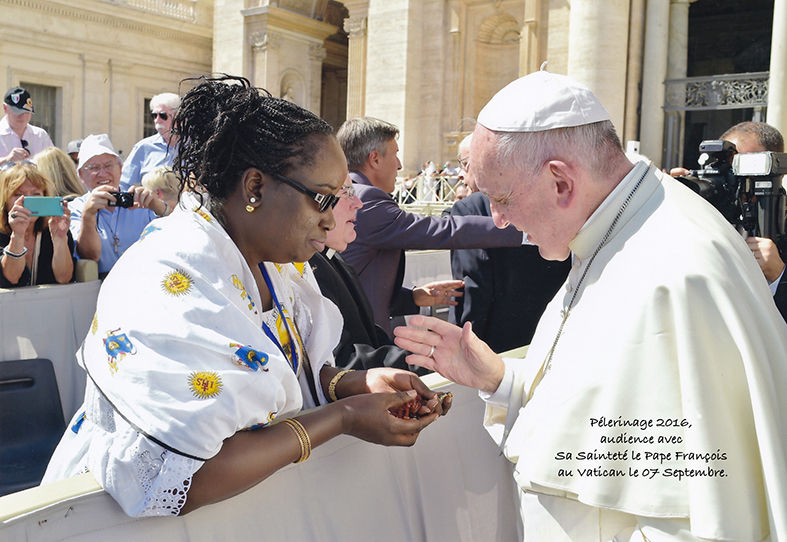
Hélène Tine au Vatican en 2016 avec le pape François